# En Kvindes Ære
En Kvindes Ære er en dansk stumfilm fra 1913, der er instrueret af Einar Zangenberg efter manuskript af Alexander Bovenschulte.

## Handling
Denne artikel mangler et handlingsreferat. Hjælp os med at skrive det.

## Medvirkende
- Frederik Christensen - Den gamle præst
- Ella la Cour - Præstefruen
- Edith Buemann Psilander - Marie, præstens datter
- Einar Zangenberg - Jørgen Trolle, godsejer og ritmester
- H.C. Nielsen - Løjtnant Hoffmann, Jørgens ven